# Radek Chalupa (manažer)
Radek Chalupa (* 15. srpna 1968) je manažer a odborník na řízenou komunikaci public relations a public affairs.

## Život
Věnuje se managementu dobré pověsti (reputation management), zvládání krizových situací, strategickému poradenství (externí a interní komunikace) pro zahraniční i české společnosti a práci v médiích a ve veřejné správě. Dlouhodobě publikoval články o médiích a komunikačních trendech v deníku E15. Od roku 2008 je autorem blogu Krize a krizová komunikace. Je autorem knihy Efektivní krizová komunikace – pro všechny manažery a PR specialisty. V současnosti je jednatelem firmy RCC Europe.
Radek Chalupa pracoval pět let jako tiskový mluvčí koncernu Karbon Invest, respektive Českomoravských dolů, Metalimexu a OKD (Ostravsko-karvinských dolů). Řadu zkušeností nasbíral jako ředitel francouzské PR agentury Euro RSCG Corporate Communications, respektive Account Director americké PR agentury GCI Prague, kde působil zároveň jako člen Center of Corporate Excellence v rámci GCI Europe. Zkušenosti nasbíral také díky práci pro Fond ohrožených dětí, Informační centrum nadací, aj.
Práci v řízené komunikaci předcházela aktivní kariéra v elektronických médiích, v jejichž rámci Radek Chalupa pracoval v České televizi a v privátním zpravodajském Rádiu Alfa. Na počátku své kariéry pracoval jako osobní asistent poradce ministra zahraničních věcí ČSFR, respektive ČR. Aktivně se podílel mimo jiné na misi jejímž výsledkem byl zisk tzv. zvacího dopisu z někdejšího Sovětského svazu a účastnil se historicky prvého formulování českých národní zájmů.
Jeho studia zahrnují mj. marketing, politologii, psychologii, sociologii, mezinárodní politiku a ekonomiku, vývoj a historii politiky.

## Publikace
Radek Chalupa, Efektivní krizová komunikace – pro všechny manažery a PR specialisty, Praha, Grada Publishing 2012, 176 stran, ISBN 978-80-247-4234-2